# Banda-Banda jezik
Banda-Banda jezik (ISO 639-3: bpd), nigersko-kongoanski jezik uže sakupine banda, jedini predstavnk istoimene podskupine koja čini dio šire skupine centralnojezgrovnih banda jezika. Govori ga oko 102 000 ljudi u Srednjoafričkoj Republici (1996) i nepoznat broj u Sudanu. Ima izbjeglica u Kartumu.
Banda anda ima brojne dijalekte: banda-banda, bereya (bria, banda of bria, banda de bria), buru, gbaga-južni (gbaga 1), gbambiya, hai, ka, mbi (mbiyi), ndi (ndri), ngalabo, ngola, vidiri (mvedere, vodere, vidri, vadara), govoro (govhoroh) i wundu.
U upotrebi je i sango [sag].

## Vanjske poveznice
- Ethnologue (14th)
- Ethnologue (15th)